# Tabanus daedalus
Tabanus daedalus är en tvåvingeart som först beskrevs av Stone 1938.  Tabanus daedalus ingår i släktet Tabanus och familjen bromsar. Inga underarter finns listade i Catalogue of Life.